# Рувензорска водна земеровка
Рувензорската водна земеровка (Micropotamogale ruwenzorii) е вид бозайник от семейство Тенрекови (Tenrecidae). Видът е почти застрашен от изчезване.

## Разпространение и местообитание
Разпространен е в Демократична република Конго и Уганда.